# 894
894 (DCCCXCIV) var ett normalår som började en tisdag i den julianska kalendern.

## Händelser

### Okänt datum
- Mojmír II blir kung av Stormähren då hans far Svatopluk I avlidit.

## Födda
- Emma av Frankrike, drottning av Frankrike.

## Avlidna
- Svatopluk I, kung av Stormähren.
- Guido III av Spoleto